# Goosenecks State Park
Der Goosenecks State Park ist ein State Park im Südosten des US-Bundesstaates Utah, nicht weit entfernt von Mexican Hat und dem Monument Valley.
Vom Aussichtspunkt (welcher sich in ca. 1500 m Höhe befindet) kann man einen Blick auf den San Juan River werfen, der sich im Verlauf von Millionen Jahren inzwischen gut 300 m tief gegraben hat. Der Fluss windet sich auf einer Länge von 8 km vor und zurück und legt dabei gerade einmal eine Luftlinie von 1,6 km zurück.
Anders als bei den meisten State- und Nationalparks gibt es hier kein Besucherzentrum. Am Aussichtspunkt befinden sich ein paar einfache Tische und Bänke für Picknick sowie Toiletten. Aus der Vogelperspektive sehen die Gebilde, die der San Juan River geschaffen hat, wie Gänsehälse aus, deshalb der Name Goosenecks State Park (siehe auch Aufnahme der NASA unter den Weblinks).